# ريتشارد بينتر
ريتشارد بينتر (بالإنجليزية: Richard Painter)‏ هو أستاذ جامعي أمريكي، ولد في 3 أكتوبر 1961 في فيلادلفيا في الولايات المتحدة.